# Vitale di Castronovo
Vitale de Mennita, conosciuto come San Vitale di Castronovo, (Castronovo di Sicilia, primi anni del X secolo – Rapolla, 9 marzo 994), è stato un santo italiano.

## Agiografia
Vitale de Mennita nacque in una ricca famiglia bizantina prima metà del X secolo nella attuale Castronovo di Sicilia.
Intorno alla metà del secolo si fece monaco ritirandosi nel monastero basiliano di San Filippo ad Agira.
Cinque anni dopo con alcuni confratelli intraprese un pellegrinaggio a Roma e sulla via del ritorno decise di fermarsi per due anni in Calabria in romitaggio. Tornò in un convento siciliano per i successivi dodici anni, dopo i quali ritornò al romitaggio in Calabria, cambiando diversi luoghi e fondando diversi cenobi. Da ultimo si era ritirato in una grotta presso la Armento, in Basilicata.
Visitò nel 979 capitano bizantino di Bari, Basilio, ritornato in Calabria, restaurò il convento e la chiesa di Sant'Adriano e Natalia a San Demetrio Corone: secondo la tradizione, quando il monastero venne assalito dai Saraceni, rimase a fronteggiare gli invasori e si salvò grazie ad un miracolo.
Con l'aiuto del nipote, il beato Elia di Castronovo, fondò ancora in Basilicata il monastero di Torri e quello di Rapolla, dove morì il 9 marzo del 994. La sua salma venne trasferita nel 1024 nel convento di Guardia Perticara, di cui era abate il nipote Elia, e in seguito da qui al monastero di Torri e quindi ad Armento e nella cattedrale di Tricarico, da dove tornare infine ad Armento.
La sua biografia venne scritta in greco da un monaco basiliano suo contemporaneo e un secolo dopo venne tradotta in latino.

## Culto
È santo patrono di Armento e di Castronovo di Sicilia.
Dal Martirologio Romano alla data del 9 marzo: Nel territorio di Rapolla in Basilicata, san Vitale da Castronuovo, monaco.